# Gäddtjärnarna (Sidensjö socken, Ångermanland)
Gäddtjärnarna är en sjö i Örnsköldsviks kommun i Ångermanland och ingår i Ångermanälvens huvudavrinningsområde. Sjöns area är 0,052 kvadratkilometer och den är belägen 253 meter över havet.